# برا (پیدمونت)
برا (پیدمونت) (به ایتالیایی: Bra, Piedmont) یک کومونه در ایتالیا است که در استان کونیو واقع شده‌است.

## خصوصیات
برا ۵۹ کیلومترمربع مساحت و ۲۹٬۱۶۹ نفر جمعیت دارد و ۲۸۵ متر بالاتر از سطح دریا واقع شده‌است.

## خواهرخوانده
شهرهای وایل شهر، سپره تانبک، سان سوستی و گوالدو تادینو خواهرخوانده‌های برا (پیدمونت) هستند.